# Nabil Saâdou
 (octobre 2018).
Nabil Saâdou (en arabe : نبيل سعدو) est né le 7 mars 1990 à Beni Messous (village d'Alger). Il est un footballeur algérien jouant au poste de défenseur central à l'USM Khenchela.

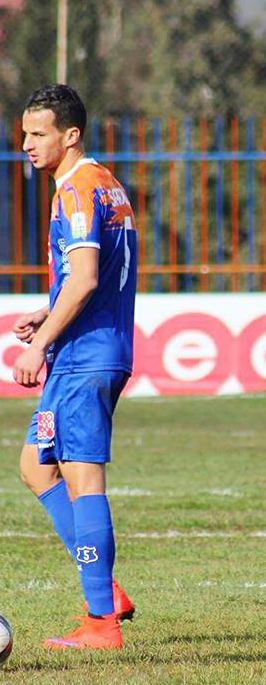
Nabil Saâdou avec l'Olympique de Médéa (saison 2016-2017) au stade Imam Lyes

## Carrière

### Avec la JSM Cheraga

#### En divisions inférieures jusqu'en 2015
Jusqu'à l'âge de 25 ans, Nabil Saâdou évolue dans les divisions inférieures du football algérien. Il joue d'abord à l'USM Chéraga, puis au JSM Chéraga, où il se fait remarquer. Nabil Saâdou et le JSM Cheraga effectuent une belle saison 2014-2015 en D3, ce qui lui offre la possibilité de signer un contrat en fin d'année, avec le club de l'Olympique de Médéa de D2.

### Avec l'Olympique de Médéa

#### Saison 2015-2016, Champion de la D2 et accession en D1
L'Olympique de Médéa le recrute avec pour ambition de monter en D1. Nabil Saâdou joue un rôle clé dans cette saison, en participant à la solidité défensive de l'équipe.

#### Saison 2016-2017, première saison en D1
Nabil Saâdou est largement reconnu pour son rôle crucial dans l'axe défensif de l'Olympique de Médéa. Lors de la saison 2016-2017, il ne loupe qu'un seul match, témoignant ainsi de sa régularité et de sa fiabilité. Avec 29 matchs joués en championnat et 3 buts à son actif, il participe au maintien en D1 de l'Olympique de Médéa. À l'issue de la saison, alors qu'il est en fin de contrat, il est contacté par plusieurs clubs de football algériens [réf. souhaitée]. Durant cette saison, il est convoqué à plusieurs reprises pour l'équipe d'Algérie A.

### Avec la JS Kabylie

#### Saison 2017-2018, engagement avec la JS Kabylie, une finale de la coupe d'Algérie
Convoité par le président de la JS Kabylie, Moh Chérif Hannachi, Nabil Saâdou arrive à un accord avec lui pour porter les couleurs des Canaris pour 3 ans, à partir de la saison 2017-2018. Il y retrouve son coéquipier de l'Olympique de Médea, Salim Boukhanchouche, recruté lui aussi lors de ce mercato, mais la JS Kabylie traverse une mauvaise passe autant sur le plan sportif qu'administratif. Trois présidents se succèdent pendant la même saison : Moh Chérif Hannachi, Abdelhamid Sadmi et Cherif Mellal. Nabil Saâdou réalise une bonne fin de saison avec son club en atteignant l'objectif de maintenir le club en D1 (12e sur 16). Il forme avec Essaïd Belkalem un duo complémentaire dans l'axe défensif de la JS Kabylie. En coupe d'Algérie, après une demi-finale gagnée contre le MC Alger, Nabil joue la finale, mais la perd avec son club sur le score final de 2-1 face à l'USM Bel Abbes.

#### Saison 2018-2019, capitaine de la JS Kabylie et un début jugé positif
Après l'arrivée de l’entraîneur français Franck Dumas à la tête du club,, et la volonté de Chérif Mellal de bâtir une équipe compétitive et à la hauteur de l'histoire du club, l'équipe est réorganisée. Nabil Saâdou se trouve dans une position de leader avec ses coéquipiers Mehdi Benaldjia et Salim Boukhanchouche, surtout avec le départ de cadres tels que Essaïd Belkalem, Malek Asselah, Saâdi Radouani, Houari Ferhani, Nassim Yattou et Malik Raiah. Nabil est donc choisi pour porter le brassard de capitaine.

## Statistiques
| Saison                | Club                  | Championnat           | Championnat | Championnat | Coupe(s) nationale(s) | Coupe(s) nationale(s) | Compétition(s) continentale(s) | Compétition(s) continentale(s) | Compétition(s) continentale(s) | Autres compétitions | Autres compétitions | Autres compétitions | Total | Total |
| Saison                | Club                  | Division              | M.          | B.          | M.                    | B.                    | Comp.                          | M.                             | B.                             | Comp.               | M.                  | B.                  | M.    | B.    |
| 2014-2015             | JSM Cheraga           | 3                     | -           | -           | -                     | -                     | -                              | -                              | -                              | -                   | -                   | -                   | 0     | 0     |
| 2015-2016             | O Médéa               | 2                     | 28          | 0           | 0                     | 0                     | -                              | -                              | -                              | -                   | -                   | -                   | 28    | 0     |
| 2016-2017             | O Médéa               | 1                     | 29          | 3           | 2                     | 0                     | -                              | -                              | -                              | -                   | -                   | -                   | 31    | 3     |
| 2017-2018             | JS Kabylie            | 1                     | 24          | 1           | 6                     | 0                     | -                              | -                              | -                              | -                   | -                   | -                   | 30    | 1     |
| 2018-2019             | JS Kabylie            | 1                     | 25          | 1           | 1                     | 0                     | -                              | -                              | -                              | -                   | -                   | -                   | 26    | 1     |
| 2019-2020             | JS Kabylie            | 1                     | 19          | 1           | 0                     | 0                     | C1                             | 8                              | 0                              | -                   | -                   | -                   | 27    | 1     |
| Total sur la carrière | Total sur la carrière | Total sur la carrière | 125         | 6           | 9                     | 0                     | -                              | 8                              | 0                              | -                   | -                   | -                   | 142   | 6     |

## Palmarès

### En Club

#### JS Kabylie
- Finaliste de la Coupe d'Algérie en 2018.
- Vice-Champion d'Algérie en 2019.